# 芝八堡
芝八堡，是台灣北部清治時期曾經存在的一個行政區劃，屬淡水廳，其範圍包括今新北市八里區、林口區、泰山區、淡水區、三芝區、石門區、蘆洲區、金山區、萬里區全部，五股區中西部，新莊區西端，台北市北投區、士林區、內湖區全部，中山區大直，基隆市除七堵區、暖暖區以外的地區，以及桃園市的龜山區東部，蘆竹區東北部。
芝八堡東邊、北邊瀕台灣海峽，南邊為石碇堡，西邊為桃澗堡。
1876年，芝八堡被分為八里坌堡、芝蘭一堡、芝蘭二堡、芝蘭三堡、金包里堡、基隆堡，並全數劃入淡水廳分拆後新設之淡水縣。1887年，金包里堡和基隆堡劃入基隆廳，確立淡水縣和基隆廳的邊界。

## 管轄街庄
至1871年，芝八堡共轄32個庄：劍潭莊、內湖莊、角角溝、有臘莊、芝蘭街、毛少翁社、淇裏岸莊、北投社、嗄嘮別莊、雞北屯社、雞柔山店莊、大屯社、小雞籠社、石門汛莊、金包裏街、野柳莊、馬煉社、大武侖莊、大雞籠街、深澳莊、跌死猴莊、鼻頭莊、三貂社、燦光寮莊、丹裏莊、獅球嶺莊、田寮港莊、長潭堵莊、苧仔潭莊、武丹坑莊、頂雙溪莊、魚桁仔莊。